# Henry du Pré Labouchère

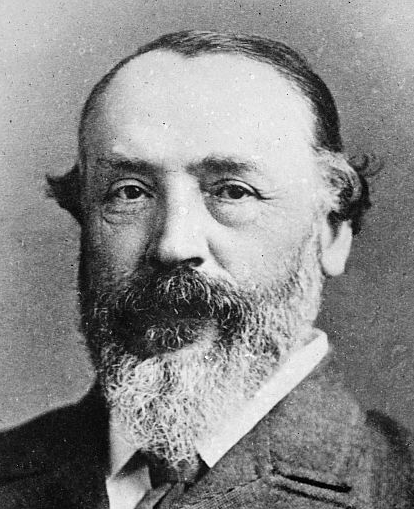
Henry du Pré Labouchère

Henry du Pré Labouchère (* 9. November 1831 in London; † 15. Januar 1912 in Florenz) war ein britischer Politiker. Auf seinen Antrag wurden 1885 alle sexuellen Handlungen zwischen Männern im Vereinigten Königreich unter Strafe gestellt, siehe Labouchère Amendment.

## Leben
Labouchère wurde in London als Sohn einer Hugenottenfamilie geboren. Er hatte zwei jüngere Brüder und sechs Schwestern. Sein Vater war Bankier und ermöglichte ihm, das Eton College und das Trinity College (Cambridge) zu besuchen. Nach dem Schulabschluss kam er durch Vermittlung der Familie in den diplomatischen Dienst. So arbeitete er von 1854 bis 1864 in den Botschaften von Washington, München, Stockholm, Frankfurt am Main, St. Petersburg, Dresden und Konstantinopel. 1865 wurde er für die Grafschaft Windsor als Liberales Mitglied ins Parlament gewählt. 1867 trat er für Middlesex an und beteiligte sich an einem Theaterprojekt. 1868 unterlag er bei der Wahl dem Kandidaten der Konservativen. Damit begannen 12 Jahre außerparlamentarischer Tätigkeit für ihn.
Nach dem Ausscheiden von John Forster als Herausgeber der Daily News, die 1846 von Charles Dickens gegründet worden war, beteiligte er sich ab 1870 maßgeblich am weiteren Aufbau dieser Zeitung. Im selben Jahr wurde die pazifistische Londoner Tageszeitung Morning Star von den Daily News übernommen. 1870–1871 veröffentlichte er in den Daily News das Tagebuch eines Belagerten in Paris, das später als Buch erschien (deutsch, Leipzig 1871).
Seit 1868 lebte er mit der Schauspielerin Henrietta Hodson zusammen, die jedoch noch verheiratet war. Labouchère setzte auf das Talent von Hodson und förderte sie. Das Theater wurde kein Erfolg und musste 1879 schließen. 1884 wurde die gemeinsame Tochter Mary Dorothea geboren. Das Paar heiratete erst 1887, nachdem der Ehemann von Hodson gestorben war.
Ab 1880 war er zusammen mit Charles Bradlaugh Parlamentsmitglied für Northampton. Beide galten als liberal.
Labouchère hat sich außerdem durch seine lebhafte Teilnahme an den irischen Obstruktionsbestrebungen im Unterhaus besonders hervorgetan. Er unterstützte auch William Ewart Gladstone.
Ein populäres Spielsystem beim Roulette trägt seinen Namen, siehe Labouchère.
Er war mit Henry de Labouchère, Lord Taunton verwandt.

### WochenschriftTruth

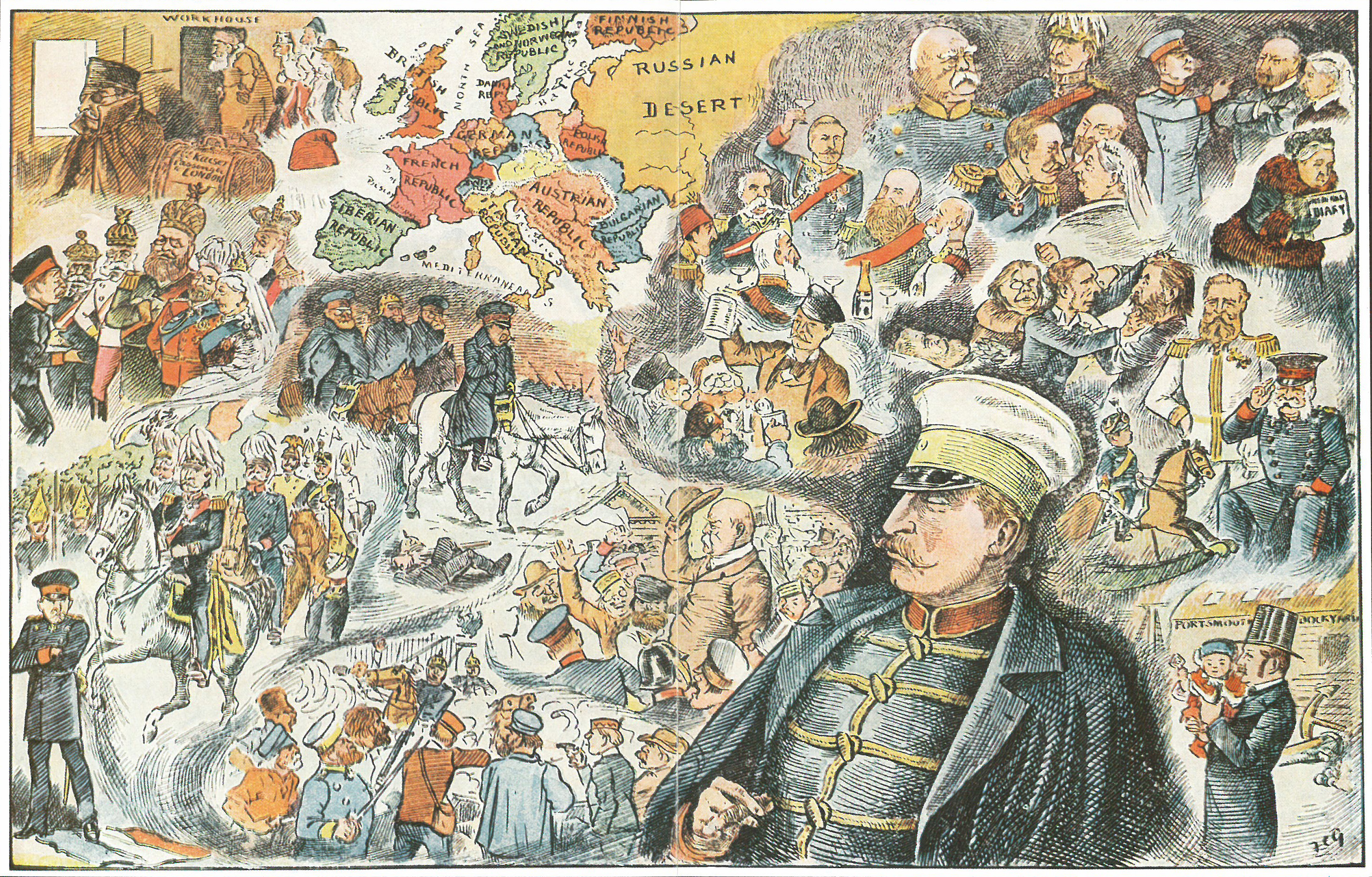
Illustration zu „The Kaiser's Dream“, 1890, in der Wochenschrift Truth

1876 gründete Labouchère die satirische Wochenschrift Truth (deutsch: Wahrheit) als Konkurrenz zu einem Blatt namens The World (deutsch: Die Welt), das er zuvor verlassen hatte. Die erste Ausgabe von Truth erschien am 4. Januar 1877. Labouchère wurde in der Öffentlichkeit als Gegner des Frauenwahlrechts und teilweise auch als Antisemit wahrgenommen. Es kam zu einigen juristischen Auseinandersetzungen wegen der Skandale, die er aufdeckte. Einer seiner Hauptgegner war der Zeitungsverleger Edward Levy-Lawson, Herausgeber des 1855 gegründeten The Daily Telegraph. Im Jahre 1890 erregte die Zeitschrift Truth internationales Aufsehen mit einem fiktiven Interview, das der Herausgeber mit einem Professor für Hypnose führte. Darin wird der Traum des deutschen Kaisers („The Kaiser’s Dream“) beschrieben, in dem – so die Interpretation – der Untergang der europäischen Monarchien durch einen großen Krieg vorhergesagt wird. Dies wird von Verschwörungstheoretikern so ausgelegt, dass Labouchère mit dieser Veröffentlichung seine Kenntnis von Geheimplänen für den Ersten Weltkrieg offenbaren wollte. Die Zeitschrift veröffentlichte außerdem eine farbige Landkarte Europas, auf der das Untergangsszenario dargestellt wird. Eine deutsche Übersetzung erschien jedoch erst 1927. Zum damaligen Zeitpunkt erreichte Truth die Auflage von einer Million. Die letzte Ausgabe erschien 1957.

### Labouchère Amendment
Im Jahre 1885 wurde überraschend in späten Nachtstunden – im Kontext des verbesserten Schutzes von Mädchen vor sexuellen Übergriffen – das sogenannte Labouchère Amendment vom britischen Parlament verabschiedet. Diese Strafgesetznorm pönalisiert alle homosexuellen Aktivitäten von Männern – auch wechselseitige Onanie, Oralverkehr, Zungenkuss und Petting – mit bis zu zwei Jahren Haft, mit oder ohne „harte Arbeit“. Zuvor war ausschließlich Analverkehr kriminalisiert, doch kam es aufgrund der schwierigen Beweislage nur selten zu Verurteilungen. Beispielsweise wurden im April 1870 Boulton und Park, zwei Männer in Frauenkleidung, der Sodomie mit einem Lord beschuldigt und verhaftet. Eine Nachschau im Afterbereich brachte keinerlei Ergebnis, und weil weder Geständnisse noch Zeugenaussagen vorlagen, wurden beide Angeklagte freigesprochen.
Der neue Strafrechtsparagraph hingegen fand breite Anwendung, zu den prominentesten Angeklagten zählten der Schriftsteller Oscar Wilde und der Mathematiker Alan Turing.